# 폴 랜드 (배우)
폴 랜드(Paul Land, 1956년 1월 31일 ~ 2007년 12월 30일)는 미국의 배우이다. 그는 영화 아이돌메이커(The Idolmaker)와 스프링 브레이크(Spring Break)에서 펼친 역할로 가장 잘 알려져 있다. 랜드는 대가족(총 13명의 자녀)에게서 태어났으며 그의 형제 중 한 명은 전직 프로 농구 선수 댄 칼란드릴로(Dan Callandrillo)였다.
랜드는 뉴저지주 호보컨 (뉴저지주)에서 태어났다. 그는 미군에 복무하여 지붕 수리공이 되었고, 파티에서 입증을 받아 모델이 되었고, 이는 페리에의 프랑스 TV 광고로 이어졌다. 그는 1980년 아이돌메이커가 개봉된 후 연기 경력을 통해 밝은 미래를 앞두고 있는 것처럼 보였다. 심지어 아메리칸 밴드스탠드(American Bandstand)에도 출연했으며, 그 동안 딕 클락(Dick Clark)은 랜드를 가수 토미 디(Tommy Dee, 초기 로큰롤 가수 프랭키 아발론을 모델로 한 캐릭터)로서의 영화에서의 그의 역할에 대해 "놀라운 사람"으로 칭찬했으며 "그는 그것을 아름답게 해냈다"고 말했다. 같은 모습에서 클락은 랜드가 "재능있는 사람일뿐만 아니라 모든 스타 메이커가 찾는 비밀, 마법 성분을 가지고 있다"라고 말했다.

## 영화
- 와일드 오키드 (1990년)
- 스프링 브레이크 (1983년)
- 아이돌메이커 (1980년)